# The Nice Guys
Pour plus de détails, voir Fiche technique et Distribution.
The Nice Guys (sous-titré L.A. Detectives sur les affiches françaises), ou Les Bons Gars au Québec, est une comédie policière américaine réalisée par Shane Black et sortie en 2016.

## Synopsis
À Los Angeles en 1977, Holland March, détective privé alcoolique, dépressif, escroc et maladroit, enquête pour retrouver une certaine Amelia à la suite de la mort d'une actrice pornographique renommée, Misty Mountains. Amelia, qui semble très inquiète, embauche alors Jackson Healy, spécialiste de l'agression physique, pour qu'il fasse cesser cette investigation. Après avoir fracturé le bras de March, Healy constate la disparition d'Amelia et convainc March de reprendre son enquête. Ces deux partenaires, épaulés – parfois contre leur gré – par Holly, la fille de Holland, vont finalement mettre au jour un complot mêlant pornographie, pollution, hauts fonctionnaires et industrie automobile.

## Fiche technique
Sauf indication contraire, les informations mentionnées dans cette section peuvent être confirmées par la base de données cinématographiques IMDb,  présente dans la section « Liens externes ».
- Titre original : The Nice Guys
- Titre français complet : The Nice Guys : LA Detectives[1]
- Titre québécois : Les Bons Gars[2]
- Réalisation : Shane Black
- Scénario : Anthony Bagarozzi et Shane Black[3]
- Musique : David Buckley et John Ottman
- Direction artistique : Richard Bridgland
- Décors : Danielle Berman
- Costumes : Kym Barrett
- Montage : Joel Negron
- Photographie : Philippe Rousselot
- Production : Joel Silver, Stephen Bender (coproducteur)

Producteurs délégués : Ken Kao, Michael J. Malone, Andrew Rona et Hal Sadoff
- Sociétés de production : Silver Pictures, Misty Mountains, Dark Castle Entertainment, RatPac-Dune Entertainment et Waypoint Entertainment
- Sociétés de distribution : Warner Bros. (États-Unis)[4], EuropaCorp Distribution (France)[5]
- Pays de production :  États-Unis
- Budget : 50 millions de dollars[6]
- Langue originale : anglais
- Durée : 116 minutes
- Format : couleur - 2.35:1 - son Dolby Digital
- Genre : comédie policière, buddy movie
- Dates de sortie[7] :
  - France : 15 mai 2016 (sortie nationale et présentation hors-compétition au festival de Cannes 2016)
  - États-Unis, Canada : 20 mai 2016
- Classification :
  - France : avertissement en salles puis déconseillé aux moins de 12 ans à la télévision
  - États-Unis : R Rated (interdit aux moins de 17 ans)

## Distribution
- Russell Crowe (VF : Emmanuel Jacomy ; VQ : Pierre Auger) : Jackson Healy
- Ryan Gosling (VF : Alexandre Gillet ; VQ : Guillaume Champoux) : Holland March, détective privé, alcoolique, dépressif, escroc et maladroit
- Angourie Rice (VF : Clara Quilichini ; VQ : Ludivine Reding) : Holly March, fille d'Holland
- Margaret Qualley (VF : Kelly Marot ; VQ : Julianne Côté) : Amelia Kutner
- Matt Bomer (VF : Jérémy Bardeau ; VQ : Philippe Martin) : John Boy
- Kim Basinger (VF : Catherine Wilkening ; VQ : Natalie Hamel-Roy) : Judith Kutner, mère d'Amelia, ministre de la justice
- Yaya DaCosta (VF : Charlotte Corréa ; VQ : Annie Girard) : Tally
- Beau Knapp (VF : Alexis Tomassian ; VQ : Hugolin Chevrette) : Visage bleu, homme de main
- Lois Smith : Madame Glenn
- Murielle Telio : Misty Mountains, actrice pornographique
- Ty Simpkins : Bobby
- Jack Kilmer (VF : Gabriel Bismuth-Bienaimé ; VQ : Louis-Philippe Berthiaume) : Chet
- Keith David (VF : Gérard Dessalles ; VQ : Pierre Chagnon) : l'homme de main âgé
- Gil Gerard (VF : Daniel Boileau) : Bergen Paulsen
- Lance Valentine Butler (VF : Victor Biavan) : le gamin à la bicyclette
- Daisy Tahan (en) (VF : Léopoldine Serre) : Jessica
- Hannibal Buress : L'abeille (voix)
- Robert Downey Jr. : Sid Shattuck (caméo non crédité)

 Source et légende : version française (VF) sur RS Doublage

## Production

### Genèse et développement
Shane Black commence l'écriture de The Nice Guys dès 2001, avec l'aide d'Anthony Bagarozzi. Au départ, chacun écrit les répliques d'un des deux personnages principaux, puis inverse avec l'autre scénariste. Le projet a été initialement développé en série télévisée,.
Shane Black revient ici à son genre fétiche, le buddy movie, qu'il avait exploité en tant que scénariste dans L'Arme fatale (1987), Le Dernier Samaritain (1991), Last Action Hero (1993), Au revoir à jamais (1996) ou comme réalisateur pour Kiss Kiss Bang Bang (2005).

### Attribution des rôles
Kim Basinger et Russell Crowe s'étaient déjà croisés sur le tournage de L.A. Confidential sorti en 1997. Ty Simpkins avait quant à lui déjà été dirigé par Shane Black dans Iron Man 3 (2013).

### Tournage
Le tournage a eu lieu en Californie (Los Angeles, Covina) et en Géorgie (Atlanta).

## Bande originale

### Original Motion Picture Soundtrack
L'album Original Motion Picture Soundtrack contient des chansons soul, funk, disco, rock sorties dans les années 1970. Une édition spéciale en disque vinyle est prévue avec une pochette sexy et des contenus exclusifs,.
Liste des titres
1. Papa Was a Rollin' Stone (The Temptations) - 6:58
2. Get Down on It (Kool and the Gang) - 4:54
3. Boogie Oogie Oogie (A Taste of Honey) - 5:32
4. September (Earth, Wind and Fire) - 3:35
5. Couldn't Get It Right' (Climax Blues Band) - 3:08
6. Love and Happiness (Al Green) - 4:59
7. Dazz (Brick) - 3:22
8. Boogie Wonderland (Earth, Wind and Fire) - 4:48
9. Jive Talkin’ (Bee Gees) - 3:44
10. Rock and Roll All Nite (Kiss) - 2:47
11. Ain't Got No Home (The Band) - 3:23
12. Escape (The Piña Colada Song) (Rupert Holmes) - 4:33
13. Lonely Boy (Andrew Gold) - 4:20
14. A Horse with No Name (America) - 4:09
15. Green Peppers (Herb Alpert & The Tijuana Brass) - 1:29

Dans le film, le titre September de Earth, Wind and Fire est diffusé dans une soirée où les protagonistes se rendent. Ceci est un anachronisme car l'histoire se déroule en 1977 et le titre en question n'est sorti qu'en 1978.

### Original Motion Picture Score
La musique du film est composée par David Buckley et John Ottman.
Liste des titres
1. Theme
2. Kids Today
3. Disco Party Fight
4. To The Car Show / Amelia?
5. Pornocchio
6. A Little Favor
7. Equanimity
8. Chet in the Dumps
9. You Got Her / Easy 20
10. Helping Blue Face / Car Crash
11. Meeting John Boy
12. It's Not a Flight
13. Cars That Drive Themselves
14. YooHoo Delivery / Breaking In
15. Car Show Shoot Out
16. Follow the Yellow Dick Road
17. P.I. Life
Titre bonus
18. Flight of the Bumble Bee / The Right Thing to Do

## Accueil

### Critique
Aux États-Unis, le film reçoit des critiques plutôt positives. Sur l'agrégateur Rotten Tomatoes, il obtient 92% d'opinions favorables, pour 251 avis collectés. Sur Metacritic, il décroche une moyenne de 70/100 pour 51 critiques.
En France, les critiques sont également assez positives. Le film enregistre une moyenne de 3,8/5, pour 21 titres de presse compilés sur le site Allociné. Du côté des avis positifs, on peut notamment lire dans Écran large, sous la plume de Jacques-Henry Poucave, « Interactions multiples entre premier et second plan, comique de situation, burlesque, absurde, dialogues ciselés, l’humour du film est d’une belle richesse et sait prendre bien des formes pour nous surprendre ». Marilyne Letertre de Métro préblicité le jeu des deux acteurs principaux « Russell Crowe (...), dans la peau d’un homme de mains expéditif et méchant, prend visiblement un malin plaisir à castagner, malmener et ridiculiser Ryan Gosling, parfait en détective naïf et maladroit, voire carrément crétin ». Dans Le Monde, Thomas Sotinel écrit quant à lui « On sort de la salle comme on descend d’une attraction foraine, le sourire aux lèvres, la tête vide ». Dans Studio Ciné Live, Éric Libiot écrit « On ne va pas disserter trois heures sur la solidité du scénario qui, souvent, prend des chemins de traverses trop tordus pour être honnête. Ce qui est plaisant, ici, c'est d'abord l'association Ryan Gosling/Russell Crowe (...) : les deux s'amusent visiblement beaucoup. » Jean Serroy du Dauphiné libéré rapporte que le film est un « buddy movie avec toutes les ficelles du genre, tirées avec efficacité par un Shane Black particulièrement bien servi par ses deux acolytes ». Dans Le Journal du dimanche, Barbara Théate souligne le « tandem aussi mal assorti qu'irrésistible de drôlerie » et apprécie son « humour noir corrosif, [ses] situations rocambolesques et [ses] répliques hilarantes ».
Du côté des critiques négatives, Jacky Goldberg écrit dans Les Inrockuptibles que l'intrigue du film « déçoit constamment par son manque d’inventivité ». Clément Ghys de Libération écrit « À force de trop jouer la carte de la coolitude, avec agréable décor vintage du LA seventies et son tandem viril et décontracté Ryan Gosling-Russell Crowe, The Nice Guys peine à communiquer un quelconque emballement ».

### Box-office
Le film ne connait pas un énorme succès, ne rapportant qu'un peu plus de 62,8 millions de dollars dans le monde, pour un budget de production de 50 millions de dollars.
| Pays ou région    | Box-office      | Date d'arrêt du box-office | Nombre de semaines |
| ----------------- | --------------- | -------------------------- | ------------------ |
| États-Unis Canada | 36 261 763 $    | 4 août 2016                | 11                 |
| France            | 380 538 entrées |                            |                    |
| Mondial           | 62 788 218 $    | -                          | -                  |

## Distinctions
- Festival de Cannes 2016 : hors compétition

## Analyse